# Liste der Kulturdenkmäler in Neustadt an der Weinstraße
In der Liste der Kulturdenkmäler in Neustadt an der Weinstraße sind alle Kulturdenkmäler der rheinland-pfälzischen Stadt Neustadt an der Weinstraße aufgeführt. Grundlage ist die Denkmalliste des Landes Rheinland-Pfalz (Stand: 14. Januar 2025).
Die Liste ist nach Stadtteilen gegliedert.

## Teillisten
- Kernstadt (mit Winzingen)
- Diedesfeld
- Duttweiler
- Geinsheim
- Gimmeldingen
- Haardt
- Hambach
- Königsbach
- Lachen-Speyerdorf
- Mußbach